# Евро-средиземноморское партнёрство
Евро-средиземноморское партнёрство (или Барселонский процесс) — процесс межгосударственного сотрудничества, начатый в рамках барселонской евро-средиземноморской учредительной конференции министров иностранных дел в Барселоне (Испания) 27-28 ноября 1995 года.
До этого момента налаживание диалога в регионе не было институализировано, ограничивалось двусторонними соглашениями между страной — членом ЕС и страной ближневосточного региона, однако попытки проведения общей для Европы политики начинаются с 1950-е гг. В рамках проводимой Европейским экономическим сообществом (ЕЭС) в 1970-е гг. «глобальной средиземноморской политики» (англ. Global Mediterranean Policy) был заключен целый ряд двусторонних соглашений с Марокко, Алжиром, Тунисом, Египтом, Иорданией, Ливаном и Сирией, предусматривавших экономическое и финансовое сотрудничество и заложивших основы политики по интеграции региона Южного Средиземноморья с ЕЭС. Расширения 1980-х гг. и увеличения количества прибрежных стран (членами ЕЭС стали Греция, Испания и Португалия) стало одним из факторов провозглашения в 1990-х гг. «новой средиземноморской политики» ЕС.
Евросредиземноморские соглашения об ассоциации заключили Европейский союз и 10 стран Южного и Восточного Средиземноморья: Алжир, Египет, Израиль, Иордания, Ливан, Марокко, Сирия, Тунис и Турция, а также Палестинская национальная администрация. Статус наблюдателей имеют Лига арабских государств, Союз арабского Магриба, Ливия, Албания и Мавритания.
Соглашение содержит три корзины: политическое сотрудничество и сотрудничество в области безопасности, соблюдение прав человека и основных политических свобод: создание до 2010 г. Евро-Средиземноморской зоны свободной торговли; социальное и культурное взаимодействие.

До 2005 года в рамках партнёрства проводились конференции на уровне министров. 27-28 ноября в Барселоне проведён юбилейный Европейско-средиземноморский саммит, в котором в качестве наблюдателей приняли участие Россия и США. На саммите была определена его цель: 
создание на обоих берегах Средиземного моря, северном и южном, общего пространства мира, стабильности, процветания и безопасности.
В продолжение барселонского процесса в 2008 году был создан Союз для Средиземноморья.